# Te lo leggo negli occhi (film 2004)
Te lo leggo negli occhi è un film del 2004 diretto da Valia Santella.

## Trama
Napoli. Margherita, una cantante da sempre distratta nei confronti del marito e della figlia Chiara, vive una profonda crisi esistenziale a causa dell'avvicinarsi dei sessant'anni. Anche per Chiara la vita non è semplice visto il suo rapporto conflittuale con Lucia, la figlia avuta da un compagno che ora è in attesa di un altro bambino da una nuova fidanzata. Lucia quando è con la nonna assapora il gusto della libertà e Margherita ha con la nipote il rapporto che non è riuscita ad avere con Chiara.